# La Balance (Antarktika)
La Balance (französisch für Die Waage) ist eine niedrige, aus zwei Felsplatten bestehende Insel im Südwesten des Géologie-Archipels vor der Küste des ostantarktischen Adélielands. Sie liegt südöstlich der Gouverneur-Insel in der Baie Pierre Lejay.
Französische Wissenschaftler benannten sie 1977 nach dem Tierkreiszeichen Waage.